# Miss Namibia

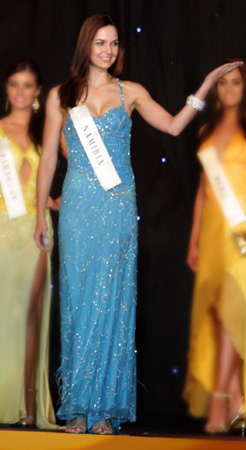
Marelize Robberts, Miss Namibia 2008.

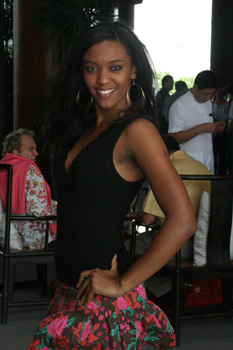
Marichen Luiperth, Miss Namibia 2007.

Miss Namibia è un concorso di bellezza femminile che si tiene annualmente dal 1980. Il concorso ha il compito di selezionare le rappresentanti della Namibia per Miss Mondo e Miss Universo.

## Albo d'oro
| Anno | Vincitrice             | Note                        |
| ---- | ---------------------- | --------------------------- |
| 1980 | Bernice Tembo          |                             |
| 1981 | Antoinette Knoetze     |                             |
| 1982 | Desere Kotze           |                             |
| 1983 | Astrid Klotzch         |                             |
| 1984 | Peta Harley-Peters     |                             |
| 1985 | Alice Pfeiffer         |                             |
| 1986 | Jo-Rina Meyer          |                             |
| 1987 | Bianca Pragt           |                             |
| 1988 | Caroline du Preez      |                             |
| 1989 | Emsie Esterhuizen      |                             |
| 1990 | Ronel Liebenberg       |                             |
| 1991 | Michelle McLean        | Miss Universo 1992          |
| 1992 | Anja Schroeder         |                             |
| 1993 | Barbara Kahatjipara    |                             |
| 1995 | Patricia Burt          |                             |
| 1996 | Faghma Absalom         |                             |
| 1997 | Sheya Shipanga         |                             |
| 1998 | Retha Reinders         |                             |
| 1999 | Vaanda Katjuongua      |                             |
| 2000 | Mia de Klerk           |                             |
| 2001 | Michelle Heita         |                             |
| 2002 | Ndapewa Alfons         | Top 10 a Miss Universo 2003 |
| 2003 | Petrina Thomas         |                             |
| 2004 | Adele Basson           |                             |
| 2005 | Leefa Shiikwa*         |                             |
| 2006 | Anna Svetlana Nashandi |                             |
| 2007 | Marichen Luiperth      |                             |
| 2008 | Marelize Robberts      |                             |
| 2009 | Happie Ntelamo         |                             |
| 2010 | Odile Gertze           |                             |
| 2011 | Luzaan van Wyk         |                             |
| 2012 | Tsakana Nkandih        |                             |
| 2013 | Paulina Malulu         |                             |
| 2014 | Brumhilda Ochs         |                             |
| 2015 | Steffi Van Wyk         |                             |
| 2016 | Lizelle Esterhuizen    |                             |